# Niche Syndrome
Niche Syndrome è il quarto album in studio del gruppo rock giapponese One Ok Rock, pubblicato il 9 giugno 2010.  Ha raggiunto il quarto posto nella classifica oricon vendendo un totale di 28,000 copie.

Sono disponibili due versioni: la versione normale (solo CD) e la versione limitata CD+DVD L'album include il singolo "Kanzen Kankaku Dreamer (完全感覚Dreamer") pubblicato in precedenza.

## Tracce
1. Introduction – 1:00
2. Never Let This Go – 4:17
3. Kanzen Kankaku Dreamer (完全感覚Dreamer) – 4:12
4. Konzatsu Communication (混雑コミュニケーション) – 3:19
5. Yes I Am – 3:36
6. Shake It Down – 3:13
7. Jibun Rock (じぶんROCK) – 3:47
8. Liar – 3:37
9. Wherever You Are – 4:55
10. Riot!!! – 4:16
11. Adult Suit (アダルトスーツ) – 4:11
12. Mikansei Kokyokyoku (未完成交響曲) – 3:28
13. Nobody's Home – 9:14

Edizione CD+DVD
1. Kanzen Kankaku Dreamer  (Video Musicale)
2. Jibun Rock  (Video Musicale)
3. Liar  (Video Musicale)
4. Jibun Rock  (Ver.2: MV Shooting Off Shot)
5. Kanzen Kankaku Dreamer  (2009.11.26 Live at Zepp Tokyo)

## Formazione
- Taka - voce
- Toru - chitarra
- Ryota - basso
- Tomoya - batteria